# Marathon van Rome 2004
De marathon van Rome 2004 werd gelopen op 28 maart 2004. Het was de tiende editie van deze marathon.

## Uitslagen

### Mannen
| rang   | naam                   | land | tijd    |
| ------ | ---------------------- | ---- | ------- |
| Goud   | Roggiero Pertile       | ITA  | 2:10.12 |
| Zilver | Migidio Bourifa        | ITA  | 2:11.13 |
| Brons  | Kemboi Samuel Chemweno | KEN  | 2:11.45 |
| 4      | Habmatu Bekele         | ETH  | 2:12.04 |
| 5      | John Ngeno             | KEN  | 2:12.16 |
| 6      | Phillemon Rotich       | KEN  | 2:13.07 |
| 7      | Abebe Halefom          | ETH  | 2:13.55 |
| 8      | Javier Caballero       | ESP  | 2:15.37 |
| 9      | Paul Kanda             | KEN  | 2:17.20 |
| 10     | Samson Mulli           | KEN  | 2:17.33 |
| 11     | Thomas Kipkosgei       | KEN  | 2:17.54 |
| 12     | Antonello Petrei       | ITA  | 2:19.04 |
| 13     | Sergey Fedotov         | RUS  | 2:21.52 |
| 14     | Giuseppe Carella       | ITA  | 2:22.21 |
| 15     | Soufyane El Fadil      | MAR  | 2:25.20 |

### Vrouwen
| rang   | naam                 | land | tijd    |
| ------ | -------------------- | ---- | ------- |
| Goud   | Ornella Ferrara      | ITA  | 2:27.49 |
| Zilver | Bruna Genovese       | ITA  | 2:29.03 |
| Brons  | Rosalba Consola      | ITA  | 2:33.15 |
| 4      | Marcella Mancini     | ITA  | 2:34.02 |
| 5      | Kotu Meseret         | ETH  | 2:34.16 |
| 6      | Alemu Zinash         | ETH  | 2:39.09 |
| 7      | Zhana Malkova        | RUS  | 2:41.34 |
| 8      | Pia Glasnowitsch     | GER  | 2:47.38 |
| 9      | Radka Churanova      | CZE  | 2:49.34 |
| 10     | Monica Casiraghi     | ITA  | 2:50.45 |
| 11     | Luisa Abbate         | ITA  | 3:02.43 |
| 12     | Katharina Sterk      | GER  | 3:04.13 |
| 13     | Linda VanLommel      | BEL  | 3:05.02 |
| 14     | Rossella Di Dionisio | ITA  | 3:07.18 |
| 15     | Roberta Medri        | ITA  | 3:07.41 |

1982 ·
1983 ·
1984 ·
1985 ·
1986 ·
1987 ·
1988 ·
1989 ·
1990 ·
1991 ·
1995 ·
1996 ·
1997 ·
1998 ·
1999 ·
2000 ·
2001 ·
2002 ·
2003 ·
2004 ·
2005 ·
2006 ·
2007 ·
2008 ·
2009 ·
2010 ·
2011 ·
2012 ·
2013 ·
2014 ·
2015 ·
2016 ·
2017